# Золото Кольджата
«Золото Кольджата» — кінофільм режисера Дмитра Орлова, що вийшов на екрани у 2007 році.

## Зміст
На кордоні великої імперії козацький заслін охороняє гірський перевал, через який в Сибір проникають бандитські загони Заріфа. Знищити банду, що приносить незліченні лиха навколишнім селам, справа честі для командира заслону - осавула Токарєва. Коні, карабіни, гарячі револьверні стволи, погоні і безліч відчайдушних перестрілок у гірських ущелинах. Кохання і смерть, золото і зрада. На кону небачені скарби і серце дівчини. Хто зірве банк - козацький офіцер або підступний хунхузов?

## Ролі
| Актор              | Роль |
| ------------------ | ---- |
| Микита Салопін     | -    |
| Михайло Богдасаров | -    |
| Наталія Вінтілова  | -    |
| Наталія Вінтілова  | -    |
| Максим Шпаковський | -    |
| Олег Корнішін      | -    |
| Ольга Лукашевич    | -    |
| Віктор Невруз      | -    |
| Віталій Таганов    | -    |

## Знімальна група
- Режисер — Дмитро Орлов
- Продюсери — Михайло Москальов, Володимир Філіппов